# Дуранкулашко езеро
Дуранкулашкото езеро или Дуранкулашко блато (от 29 юни 1942 г. до 2 юли 1965 г. Блатнишко блато) е езеро, разположено югоизточно от едноименното село в североизточната част на България в Приморска Добруджа. То е защитена местност с площ 446,54 ха, населявана от множество редки биологични видове и археологически парк.

## География
Езерото е разположено в най-североизточната част на България, на около 6 км от българо-румънската граница и на 15 км северно от град Шабла, между селата Дуранкулак на северозапад, Крапец на юг и Ваклино на югозапад. Има форма на латинската буква „Y“, обърната с горния си край на запад. Езерото има две „опашки“, северозападната започва при моста в село Дуранкулак и в нея се влива Дуранкулашкия дол, а в югозападната – Ваклиновски дол. Самото езеро се простира в югоизточна посока до морския браг. Представлява крайбрежно езеро-лагуна с площ от 3,4 - 4,05 км² и с приблизителни размери – 4 км дължина и 0,37 – 1,1 км ширина. В западната му част са разположени два острова (съответно 20.0-25.0 и 5.3 дка). По-големият в зависимост от нивото на езерото периодично се превръща от остров в полуостров и на него се намира Археологическият резерват „Дуранкулак“. Езерото е свързано посредством изкуствено изграден канал с разположеното северно Карталийското блато при нос Карталбурун. Максималната му дълбочина достига до 4 м, обемът му е 4,9 млн. м3, а солеността до 4‰. основното му подхранване е от карстови извори.
През 50-те и 60-те години е изградена преградна стена, която предпазва отливането на водите на езерото в Черно море. Северно от Дуранкулашкото езеро и Карталийското блато се намира къмпинг Космос. Eзерото също е включено в Натура 2000.

## Природа
Дуранкулашкото езеро е сред най-значимите и най-добре запазените крайбрежни влажни зони в България, с международно значение за опазването на повече от 260 вида редки и застрашени от изчезване растения и животни. Находището на триръбестия камъш е най-представителното за България.
Разположена на миграционния път Via Pontica, влажната зона осигурява благоприятни условия за хранене и почивка на редица прелетни видове птици. Дуранкулашкото езеро е с международно значение за опазването на малкия воден бик, както и от особена важност в национален мащаб за гнезденето на белооката потапница, немия лебед, тръстиковия блатар, индийското шаварче. В околните ронливи брегове може да се срещне да гнезди изключително красивият с многоцветното си оперение Пчелояд. Тук зимуват популациите на три вида водолюбиви птици – голяма белочела гъска, червеногуша гъска и зеленоглава патица, има големи популации на малък корморан и розов пеликан.
Езерото е и единственото в България доказано находище на див шаран.

## Археология
Големият остров – Дуранкулак, известен сред специалистите като „Европейската Троя“ и „Езерният град“, е първият палеоисторически музей на открито в България. На това знаково за световната и европейската история място са открити:

- находки от палеолита (над 100 века пр. Хр.),

- селищата на първото най-древно културно, уседнало, земеделско и занаятчийско население в Европа (54 век пр. Хр.), 

- първите каменни градежи в Европа (51 век пр. Хр.),

- най-старото обработено злато в света (50 век пр. Хр.),

- първи наченки на писмени знаци в човешката история (50 – 48 век пр. Хр.) предвестник на праисторическата Дунавска протописменост,

- най-ранните форми на парично-разменни ценности (50 – 48 век пр. Хр.),

- тук е идентифицирана е най-стара фаза (начало 55 – 54 век пр. Хр.), наречена Блатница, по древното име на днешното село Дуранкулак, на европейската неолитна култура Хаманджия.

Находките от Дуранкулак се считат за аргумент в полза на една хипотеза за „Потопът в Черно море“. Преливането и пробивът на покачилите нивото си води след стопяването на полярни ледове от Средиземно море през Босфора в затвореното като езеро дотогава Черно море, представляват колосално наводнение, макар то да не е станало като връхлитащо цунами, а водата, настъпвайки с 15 – 20 см дневно, е потопила от 2 – 3 до 90 км суша навътре от предишния бряг до дълбочини около 120 м. От този катаклизъм тежко е пострадала тукашната културна човешка общност, чиито наследници явно са носителите на културите Дуранкулак и Варна.

## Опръстенителния орнитологичен лагер на Дуранкулашкото езеро
Дуранкулашко езеро е домакин на най-големия граждански научен проект в България - Лагерът за опръстеняване на птици в Дуранкулак. Създаден през 2019 г., лагерът е посветен на изучаването на миграцията на птиците по Виа Понтика, ключов миграционен път над Западното Черно море. Опръстеняването на птиците, един от най-ефективните методи за проследяване на движението на птиците, е в основата на изследванията на лагера . Лагерът се намира в защитена зона, част от зона от НАТУРА 2000, на южния край на езерото Дуранкулак - влажна зона с международно значение и най-добре запазената част от крайбрежието на Черно море.
Лагерът за опръстеняване на птици в Дуранкулак е отворен за всеки, който се интересува от природата, наблюдението на птици или опръстеняването на птици. Участниците могат да се присъединят към лагера от август до октомври, за да се учат от експерти и да допринесат за жизненоважни изследвания. Тези, които не могат да участват, все още могат да подкрепят проекта чрез дарения .
Както професионални природозащитници, така и граждански учени са допринесли за редица открития в лагера. Основателите на проекта — Чакъров, Бергкамп, Александров, Тонев, Томова, Симеонов, Конакчиева, Трендафилова и Борис Хотинов — са публикували научни статии за разнообразието на птиците около Дуранкулак  . 
В допълнение към научното си въздействие, лагерът е получил признание в етнографското проучване „Картографиране на устойчиви почивки в България“ от Татяна Гаркавая, награден проект, който акцентира върху природозащитните усилия в цяла България. Изследването на Гаркавая, базирано на интервюта с участници в лагера, доведе до съвместен пътеводител, насърчаващ други да се присъединят към лагера и да подкрепят природозащитните усилия